# August Kamp
August Kamp (Denver, 5 juli 1999), ook wel bekend als Gus Kamp, is een Amerikaanse acteur en muzikant. Ze speelde een hoofdrol in de Amerikaanse sitcom Best Friends Whenever.

## Levensloop
Kamp groeide op in Denver, Colorado, en begon op tweejarige leeftijd met acteren. Toen Kamp tien jaar oud was, werd ze gekozen om een openingssketch uit te voeren voor de komiek David Cross voor 3.000 mensen.
In 2010 verhuisde Kamp naar Los Angeles, Californië.
In 2018 verschenen de eerste twee singles: Dance Alone en Loneliness.
In juni 2021 verzocht Kamp om voortaan met vrouwelijke voornaamwoorden te worden aangeduid.

## Filmografie
| Jaar | Titel                 | Rol             | Notities                                                               |
| ---- | --------------------- | --------------- | ---------------------------------------------------------------------- |
| 2010 | Bedtime Stories       | Jack            | Hoofdrol                                                               |
| 2011 | Ryan Freeman          | Street Fighter  | Notities                                                               |
| 2012 | The Sleepover         | Mandy           | Hoofdrol                                                               |
| 2013 | Ghost Ghirls          | Smart Ass       | Verscheen in de aflevering Field of Screams.                           |
| 2014 | Henry Danger          | Derek           | Verscheen in Let's Make A Steal en is de antagonist van de aflevering. |
| 2015 | Best Friends Whenever | Barry Eisenberg | Hoofdrol                                                               |
| 2016 | The New Cop           | Dave            | Kort.                                                                  |
| 2017 | The Fosters           | Evan Baker      | Verscheen in de aflevering Dirty Laundry.                              |
| 2018 | Alexa & Katie         | Justin          | Verscheen in de aflevering Support Group.                              |
| 2019 | No Good Nick          | Eric            | Verscheen in vier afleveringen als Jeremy's aanbidder.                 |

## Discografie

### Albums
- 2018: Sketchbook
- 2019: 19: The Musical
- 2020: Before I Was
- 2020: Here nor There
- 2020: Alone With Friends
- 2021: 21: The Musical
- 2021: Hardlight
- 2022: She/Her Mind/Body
- 2023: important dreams compendium

### Ep's
- 2021: Thaw

### Singles
- 2018: Loneliness
- 2018: Dance Alone
- 2019: Coast
- 2020: Spoon Feed
- 2020: August's First Christmas
- 2020: Boy I Was
- 2020: @ Me Different
- 2020: Into Anything
- 2020: Administer
- 2020: Wilters
- 2020: Who Is It !
- 2020: Tiny Pieces That I Can Sprinkle Everywhere
- 2020: Raw
- 2020: DeepDeep Blue
- 2020: 2bfriends
- 2020: Million Years Today
- 2020: TBPA
- 2021: Everyone Who I Have Ever Misunderstood
- 2022: Abyss
- 2022: A Blank Sky